# Hamburgum
Hamburgum ist ein Brettspiel für 2 bis 5 Personen, das von Walther „Mac“ Gerdts entwickelt wurde und 2007 bei Eggertspiele erschien.

## Inhalt
Das Spielmaterial besteht neben der Spielanleitung aus:
- 1 Spielplan
- 90 Bürger
- 75 Markierungsscheiben
- 28 Schiffe
- 5 Spielsteine
- 5 Zählsteine
- 45 Waren
- 49 Baustoffe
- 30 Spendenplättchen
- 35 Gebäudeplättchen
- 66 Münzen
- 6 Kirchen
- 5 Kurzspielregeln

## Spielbeschreibung
Hamburgum ist ein komplexes Strategiespiel mit historischem Hintergrund. Der Spielplan zeigt die Stadt Hamburg im 18. Jahrhundert, alternativ kann man auch die Rückseite des Spielplans mit einem Stadtplan von London und englischer Spielbeschreibung nutzen, auch alle Spielkarten und Kurzspielregeln sind zweisprachig ausgeführt.
Das Ziel des Spiels ist es, durch „Kirchenspenden“, Prestige zu erlangen. Das Spiel wird nicht gewürfelt, sondern für jeden Spieler steht auf dem Aktionsrondell ein Aktionsstein in seiner Spielfarbe, den er bei jeden Spielzug um ein, zwei oder drei Felder im Uhrzeigersinn weiter ziehen kann. Wenn man auf dem Aktionsrondell weiter als drei Felder ziehen will, so kostet jedes weitere Feld einen Prestigepunkt Abzug.

## Spielverlauf
Vor dem Spiel erhält jeder Spieler als Grundausstattung je eine Ware (Tuch, Bier und Zucker) sowie je einen Baustoff (Holz und Ziegel); dazu je nach Startplatz Geld in unterschiedlicher Höhe und erste Prestigepunkte.
Der Platz auf dem Spielrondell bestimmt die jeweils zulässige Aktion, es gibt hier acht Spielflächen:
- Kontor (zweimal im Rondell vorhanden)

Hier kann man entweder Waren verkaufen oder Baustoffe einkaufen – aber immer nur jeweils eines von beidem. Der Verkaufspreis richtet sich nach der Zahl der zugehörigen im Spiel befindlichen Gebäudekarten (Bierbrauer für Bier, Tuchmacher für Tuch, Zuckersieder für Zucker) und sinkt tendenziell im Laufe des Spiels. Der Kaufpreis der Baustoffe ist von deren Zahl abhängig: Je mehr Baustoffe man gleichzeitig kaufen will, umso teurer wird es.
- Waren (Bier, Tuch, Zucker)

Wenn man auf eines dieser Felder geht, bekommt man die entsprechenden Waren. Hat man eine oder mehrere zugehörige Gebäudekarten, bekommt man für jede dieser Karten einen zusätzlichen Waren-Stein.
- Werft

Auf diesem Feld stehend kann man Schiffe bauen, wofür der Baustoff Holz benötigt wird.
- Kirche

Hier kann man für eine der sechs Kirchen spenden.
- Rathaus

Wenn man auf dieses Feld zieht, kann man Gebäude errichten, hierfür benötigt man je einmal den Baustoff Ziegel und Holz.

### Kirchen
Für die Kirche spendet man Baustoffe, Geld und schließlich Kirchenglocken. Die erste Spende ist noch für einen geringen Einsatz durchzuführen, mit jeder weiteren Spende wird es teurer. Nach der Spende erhält der Spieler ein Spendenplättchen der jeweiligen Kirche, das er sofort werten lassen oder auch erst einmal aufheben kann, in der Hoffnung, dass es in einer späteren Spielsituation zu einer besseren Wertung führt.
Sobald fünf Spenden für eine der sechs Kirchen eingegangen sind, ist diese Kirche fertig und der Erbauer bekommt Bonuspunkte. Mit der Fertigstellung aller sechs Kirchen endet das Spiel.

### Gebäude
Mit der Kirchenspende legt der Spieler eine seiner Spielscheiben auf das Feld der jeweiligen Kirche im Spielplan. Hiermit erwirbt er auch gleichzeitig Baurechte für verschiedene Gebäude im Umkreis „seiner“ Kirche. Das erste Gebäude muss direkt an das Kirchenfeld angrenzen, weitere Gebäude können dann angrenzend an bestehende Gebäude errichtet werden. Nach der Fertigstellung der ersten Kirche kann der Spieler auf beliebigen Felder bauen.
Gebäude bringen verschiedene Vorteile, steigern z. B. die Produktion der Waren oder bringen dem Spieler sofort einen Geldbetrag ein. So erhält man beim Besitz einer Bierbrauerei auf dem „Bier“-Feld des Rondells zwei Einheiten Bier, beim Besitz zweier Tuchmachereien drei Einheiten Tuch beim Besuch des „Tuch“-Feldes. Das Produzieren von Waren dient dazu, Geld in Umlauf zu bringen, mit dem dann wieder Baustoffe gekauft werden können. Grundstrategie des Spiels ist es, diesen Kreislauf aufrechtzuerhalten.

### Hafen
Ein eigenes Schiff im Hafen ist die Grundlage dafür, dass man Waren verkaufen kann. Ist das Hafenbecken durch den Neubau weiterer Schiffe gefüllt, bewegen sich die vorhandenen Schiffe weiter die Elbe herunter, was heißt, dass man mit ihnen immer weniger Waren eintauschen kann. Von daher ist es für jeden Spieler wichtig, sich am Neubau von Schiffen zu beteiligen, um nicht am Ende gar nicht mehr handeln zu können.

## Auszeichnungen
- 2008 Golden Geek Best Gamer’s Board Game (nominiert)
- 2008 International Gamers Awards – General Strategy Multi-player  (nominiert)
- 2008 JoTa Best Heavy Board Game (nominiert)
- 2008 Deutscher Spielepreis – Platz 6